# Шар Дюа
Шар Дюа (англ. Dua's layer) — один з шарів рогівки ока. Про його відкриття було повідомлено в червні 2013. Шар Дюа — це тонка, але міцна структура товщиною всього 15 мікрон. Вона є четвертим шаром рогівки, розташована між стромою і десцементовою мембраною..
Цей орган отримав свою назву на честь професора офтальмології та оптики Харміндера Дюа з Університету Ноттінгема. За словами самого Дюа, ця знахідка не тільки змінить знання офтальмологів про людське око, але також зробить операції на очах простішими і безпечнішими. «З клінічної точки зору, існує безліч захворювань, які впливають на задню частину рогівки, і багато лікарів світу вже починають пов'язувати їх з порушеннями структури цього шару тканини», говорить професор. Наприклад, Дюа і його колеги вважають, що розриви в цьому шарі призводять до набряків рогівки, коли рідина з внутрішньої частини ока проникає в рогівку і скупчується всередині неї. Цей феномен зафіксований у пацієнтів з кератоконусом — дегенеративним захворюванням очей, при якому рогівка приймає конічну форму.
Шар Дюа додається до п'яти вже відомих шарів рогівки: рогівкового епітелію в передній частині, за яким слідує шар Боумана, строма рогівки, десцеметова оболонка і рогівковий ендотелій в задній частині.
Дюа і його колеги виявили новий шар між стромою і десцеметовою оболонкою завдяки трансплантації рогівки і трансплантанта на очах, відведених для наукових досліджень. Вони упорскували крихітні бульбашки повітря, щоб розділити різні шари рогівки і досліджували кожен з них за допомогою електронного мікроскопа.